# Budynek Metrópolis
Budynek Metrópolis (hiszp. edificio Metrópolis) – reprezentacyjny biurowiec w Madrycie, leżący u zbiegu ulic Calle Alcalá i Gran Vía. Został zaprojektowany przez Jules'a i Raymonda Février dla towarzystwa ubezpieczeniowego La Unión y el Fénix. Uroczyste otwarcie miało miejsce 21 stycznia 1911. Aktualnie właścicielem budynku jest Metrópolis Seguros. Charakterystycznym elementem budynku jest majestatyczna kopuła, ze złotymi zdobieniami, ukoronowana figurą Wiktorii. Na drugim piętrze wybudowana została rotunda z podwójnymi kolumnami korynckimi. Podtrzymują one trzecie piętro udekorowane statuami reprezentującymi handel, rolnictwo, górnictwo i przemysł. Fasada jest ozdobiona 11 rzeźbami (w tym jedną znajdującą się u stóp kopuły) autorstwa D. Mariano Benlliure. Twórcami pozostałych rzeźb (odpowiednio: 4 i 6 po obu stronach w rotundy) są Saint Marceaux oraz L. Lambert.

## Historia
W 1905 towarzystwo ubezpieczeniowe La Unión y el Fénix zakupiło prawa do gruntu, po czym ogłosiło międzynarodowy konkurs na projekt budynku. Spośród wielu nadesłanych prac wybrano propozycję dwóch francuskich architektów – Jules'a i Raymonda Février, którzy wnieśli do konstrukcji wiele elementów romańskich. Budowa rozpoczęła się w 1907 i trwała do 1910. Na potrzebę nowej budowli musiano wyburzyć pięć domów pomiędzy Calle de Alcalá i Calle del Caballero de Gracia. W tym samym czasie ulica Gran Vía była w trakcie projektowania. Uroczyste otwarcie miało miejsce 21 stycznia 1911.
W 1972 budynek został zakupiony przez Metrópolis Seguros. Poprzedni właściciel zadecydował, że zabierze charakterystyczną figurę, która stanowiła zwieńczenie kopuły. Oryginalna statua przedstawiała mitologicznego Feniksa i Ganimedesa siedzącego na jego skrzydle. Aktualnie znajduje się ona w ogrodach otaczających wieżowiec Mutua Madrileña przy Paseo de la Castellana nr 33. W miejscu usuniętej figury stanął posąg Wiktorii – rzymskiej bogini zwycięstwa, zaprojektowany przez Federico Coullaut-Valera.

## Oświetlenie punktowo-dekoracyjne

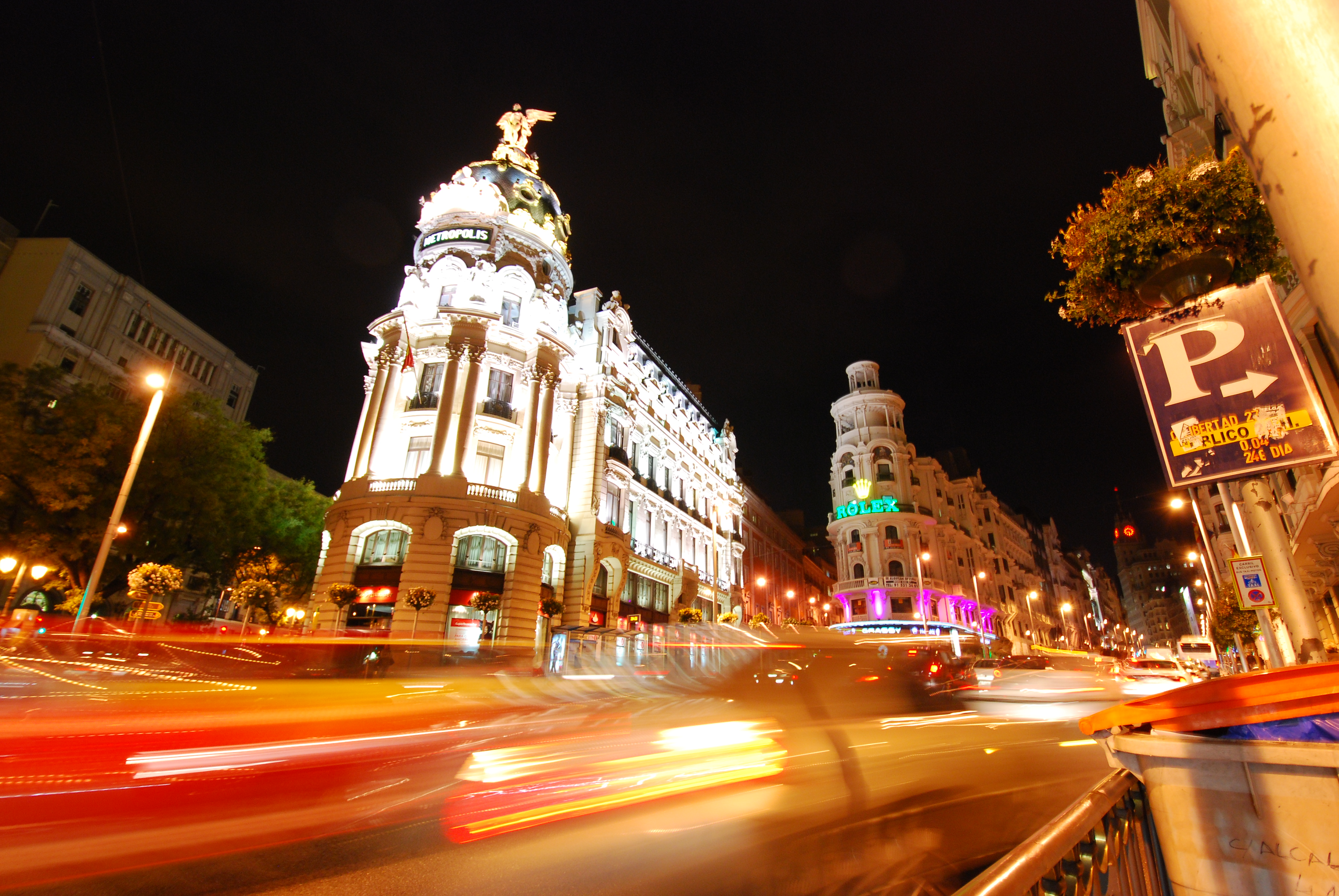
Budynek Metrópolis nocą

Do iluminacji budynku Metrópolis zastosowano 205 najnowszej generacji projektorów świetlnych o niskim zużyciu energii, dzięki czemu szczególne wrażenie robi nocą, należąc jednocześnie do najlepiej oświetlonych budynków w Madrycie.